# Виноградниця японська
Виноградниця японська (лат. Ampelopsis japonica) — вид рослин з роду виноградівник (Ampelopsis). Вид є ендемічним для Азії.

## Опис

### Загальний опис
Виноградниця японська — це витка, листопадна рослина. Зростає від 1 до 10 метрів заввишки. Гілочки пальчасті, з поздовжніми гребенями, голі. Вусики нерозгалужені або з короткими гілочками біля кінчика. Корінь бульбоподібний.

### Листя
Листя пальчасте, 3—5-листоподібне, прилистки опадаючі. Черешок від 1 до 4 см завдовжки, голий. Листочки перистороздільні або по краю глибоко зубчасті та не розділені, знизу голі, верхівка гостра або загострена. Центральний листочок з 5-листоподібних листків, глибоко розділений до основи з одним або трьома вузлами. Бічні листочки нерозділені або з 1 вузлом.

### Квіти
Квіти зелені, близько 0,6 см у діаметрі. Суцвіття складається приблизно з 50 квіток. Квітконіжка коротка, гола. Бруньки яйцеподібні, 1,5—2 мм, верхівка закруглена. Пелюстки овальні, розміром 1,2—2, мм, голі. Пиляки овальні, майже квадратні. Нижня частина зав'язі прирощена до диска. Цвіте з травня по червень.

### Плоди та насіння
Ягода куляста, 8—10 мм у діаметрі, блакитно-фіолетова, з однією чи трьома насінинами. Насіння оберненояйцеподібне. Плодоносить з липня по вересень.

### Хромосоми
Кількість хромосом 2n = 40.

## Поширення та середовище існування

### Ендемічне поширення
Вид є ендемічним для Росії (регіони: Єврейська автономна область, Приморський край, Хабаровський край) та Китаю (регіони: Гуандун, Гуансі, Хебей, Хенань, Хубей, Хунань, Цзянсу, Цзянсі, Цзілінь, Ляонін, Шеньсі, Шаньсі, Сичуань, Чжецзян).

### Країни штучного заселення
Рослина була інтродукована до Японії, В'єтнаму та Великої Британії.

### Середовище зростання
Зростає у чагарниках, на схилах пагорбів та на трав'янистих луках, на висоті від 100 до 900 метрів над рівнем моря. Виноградниця японська здатна витримувати температуру до -12 °C або нижче. Віддає перевагу суглинку та сонячним місцям.

## Використання
Бульбовий корінь використовується у медицині. Він має знеболювальну, антибактеріальну, протисудомну, протигрибкову, очищувальну, жарознижувальну та загоювальну дію. Відвар коренів використовується для лікування туберкульозних шийних вузлів, гнійних інфекцій, запалень шкіри, виразкових захворювань шкіри та опіків.